# Скоген, Элизабет
Эли́забет Ско́ген (норв. Elisabeth Skogen) — норвежская кёрлингистка.
В составе женской сборной Норвегии участник чемпионата мира 1981 (бронзовые призёры).
Играла на позиции второго.

## Достижения
- Чемпионат мира по кёрлингу среди женщин: бронза (1981).

## Команды
| Сезон   | Четвёртый        | Третий     | Второй          | Первый       | Турниры |
| ------- | ---------------- | ---------- | --------------- | ------------ | ------- |
| 1980—81 | Анне Йотун Бакке | Бенте Хуль | Элизабет Скоген | Хильде Йотун | ЧМ 1981 |

(скипы выделены полужирным шрифтом)